# Megaselia furvicolor
Megaselia furvicolor är en tvåvingeart som beskrevs av Rudolf Beyer 1959. Megaselia furvicolor ingår i släktet Megaselia och familjen puckelflugor. Inga underarter finns listade i Catalogue of Life.